# Сорин Баби
Сорин Баби (Арад, 14. новембар 1963), је румунски спортиста која се такмичи у стрељаштву. Шестоструки је учесник Олимпијских игара. На Олимпијским играма у Сеулу 1988. освојио је златну медаљу малокалибарским пиштоњем, а четири године касније у Барселони бронзу ваздушним пиштољем. На Светским првенствима освојио је две бронзе ваздушним пиштољем.